# Hamster d'Europe
Cricetus cricetus
Pour les articles homonymes, voir Hamster (homonymie).
Espèce
Statut de conservation UICN

CR : 
En danger critique
Le Hamster d'Europe (Cricetus cricetus) est une petite espèce de rongeurs de silhouette massive et d'aspect robuste, qui se rencontre en Europe et en Asie. 
C'est le plus grand des hamsters et la seule espèce contemporaine du genre Cricetus. C'est aussi le seul hamster qui vit à l'état sauvage en Europe occidentale même si, malgré des mesures de protection et de réintroduction, cette espèce compte en 2009 parmi les « mammifères les plus menacés d'Europe » selon la Commission européenne. On l'y rencontre encore notamment dans l'est de la France, en Alsace, ainsi qu'en Belgique, où il est au bord de l'extinction en raison des évolutions de son habitat agricole et de l'urbanisation. Si l'espèce était assez abondante en Europe de l'Est et en Asie il y a encore quelques années, elle a disparu des trois quarts de son territoire et son taux de reproduction est aujourd'hui en chute libre. Le Hamster d'Europe est passé en danger critique d’extinction en 2019, selon l'Union internationale pour la conservation de la nature.
Il est appelé aussi Grand hamster, Hamster commun, Cochon de seigle, Grand Hamster d'Alsace, Cochon des blés ou plus simplement hamster.

## Description

### Morphologie

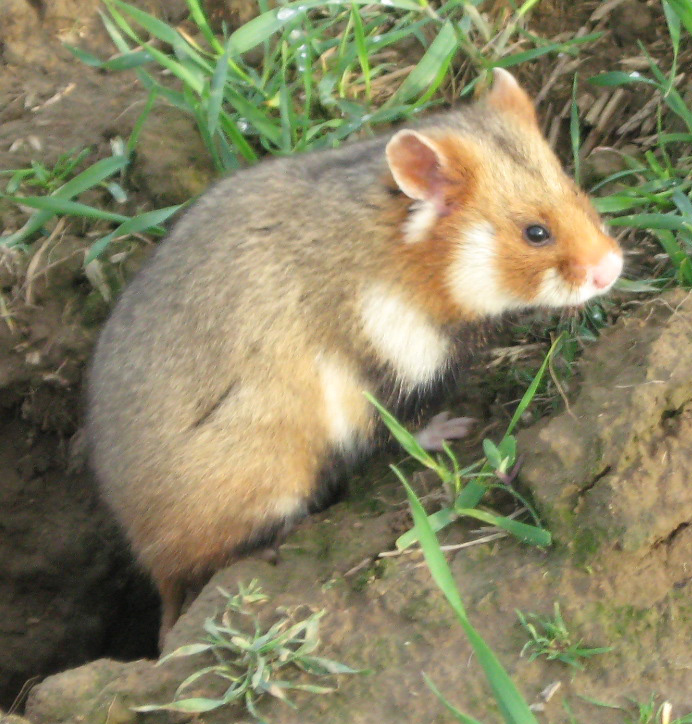
Hamster d'Europe laissant voir sa courte queue.

C'est un hamster qui possède une queue courte, de relativement grandes oreilles, un pelage tricolore : blanc et roux dessus et noir en dessous.
L'adulte atteint un poids de 220 à 460 g (valeurs extrêmes de 150 à 500 g) pour une longueur de 20 à 30 cm pour le corps, et 5 à 7 cm pour la queue. Ses yeux sont assez petits et ses oreilles arrondies.

### Anatomie

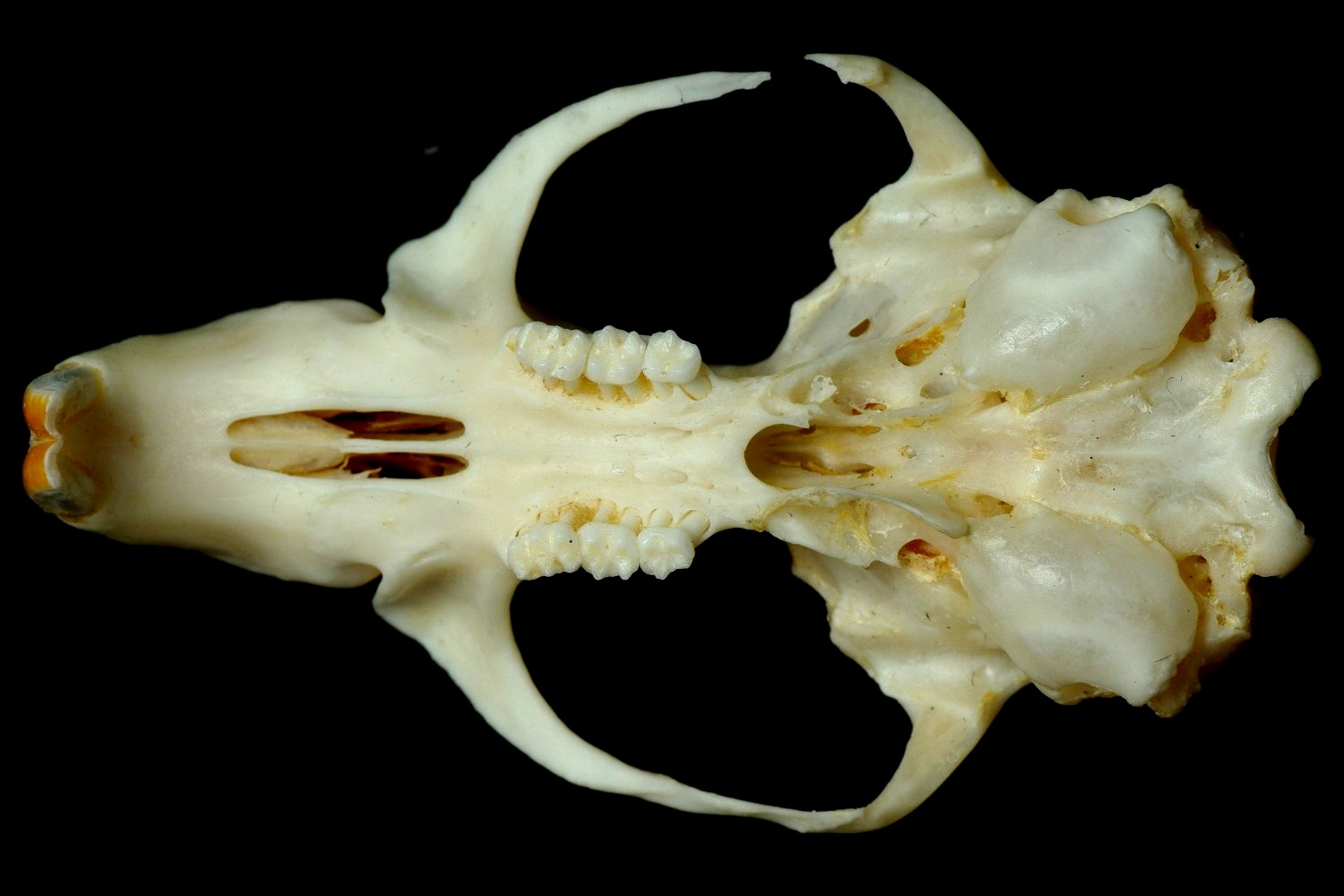
Crâne de Cricetus cricetus, face inférieure.
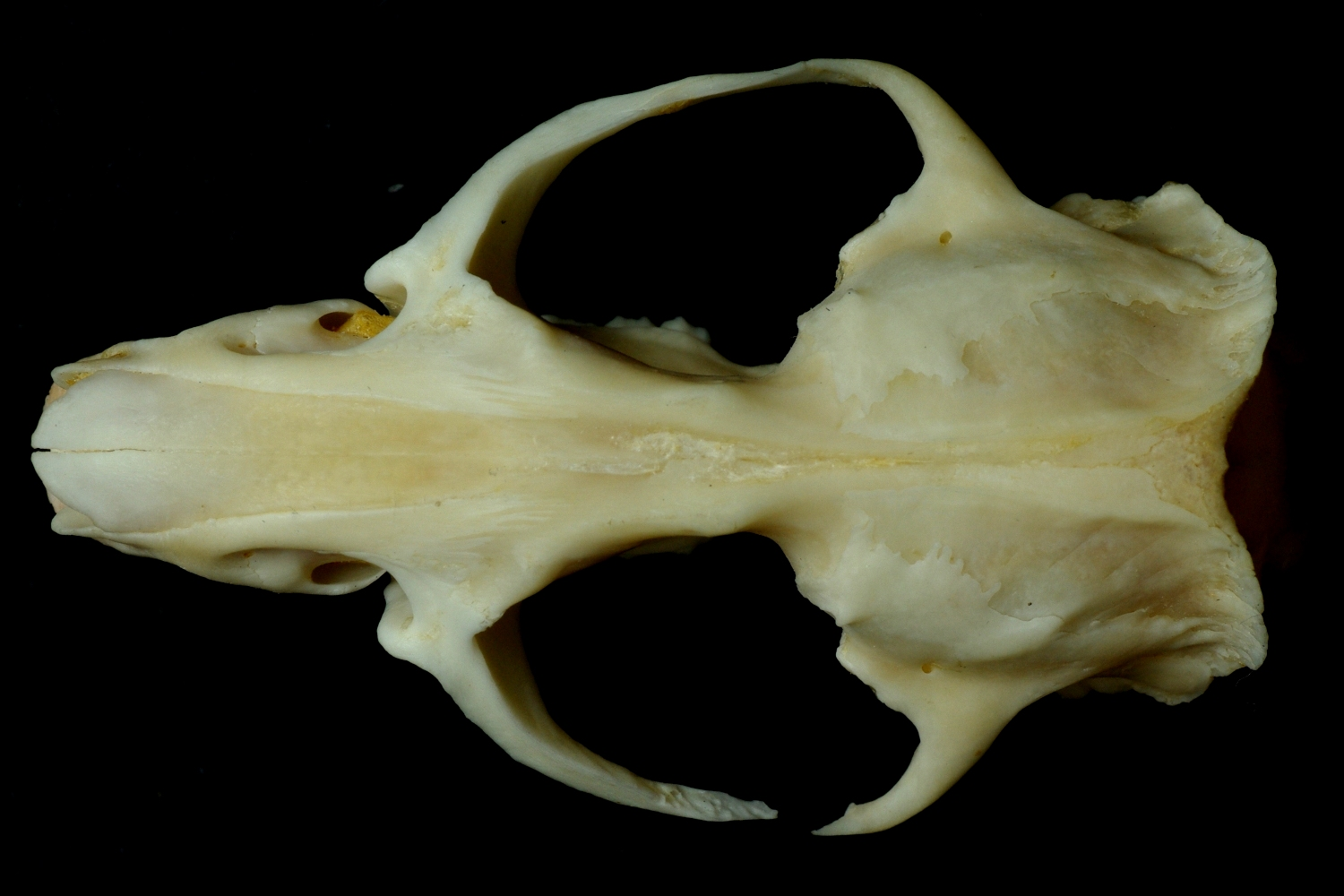
Crâne, face supérieure.
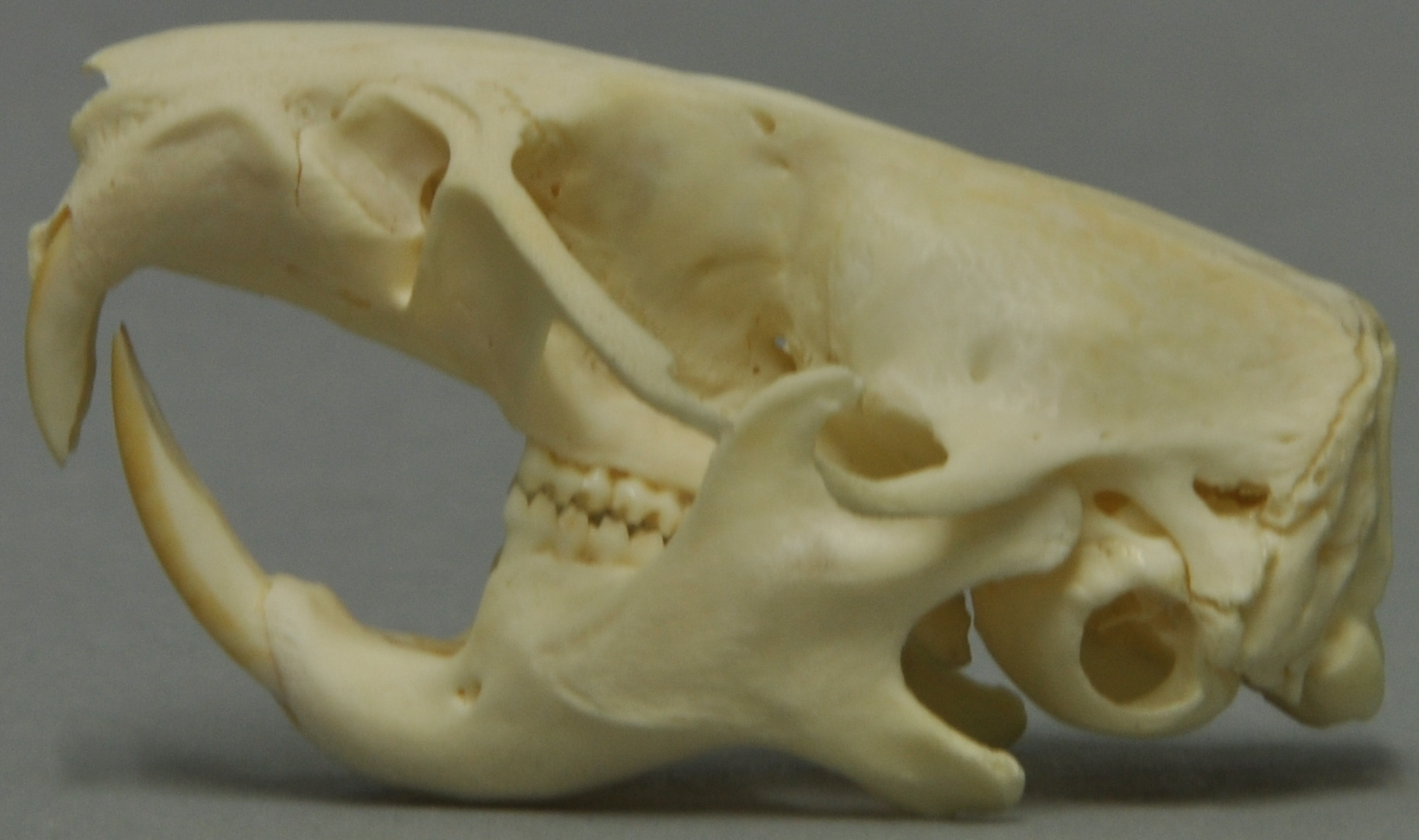
Crâne.
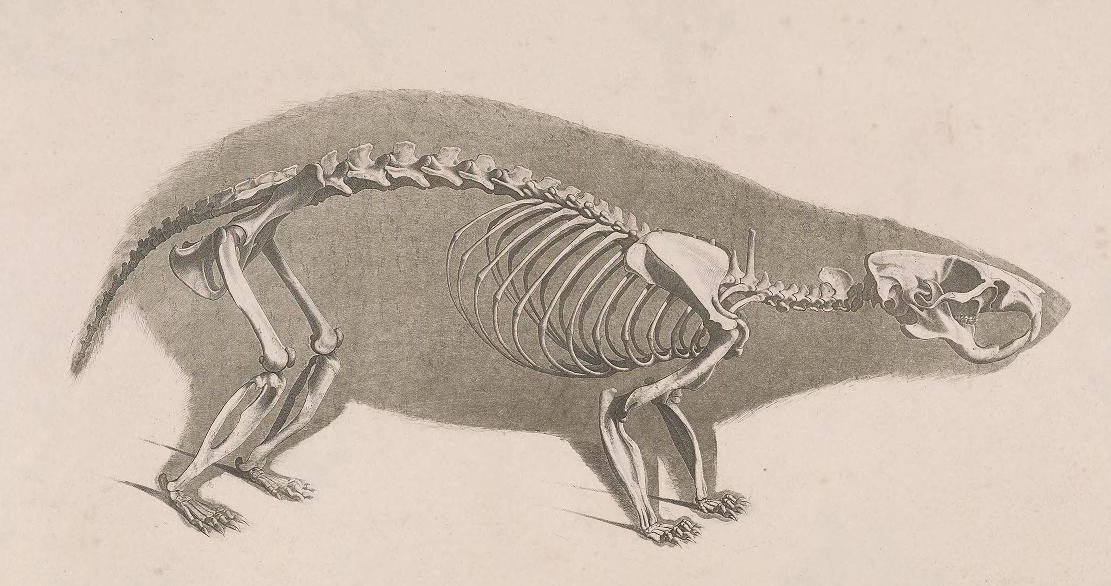
Squelette de Cricetus cricetus.

### Reproduction
Les accouplements ont lieu d'avril à août. La femelle donne naissance à deux portées par an en moyenne. La gestation dure de 18 à 20 jours. Une portée compte entre 4 et 12 petits. Ils pèsent en moyenne 7 g à la naissance. La maturité sexuelle est atteinte au bout de deux à trois mois. La longévité est d'environ un an et demi en milieu naturel.

### Comportement

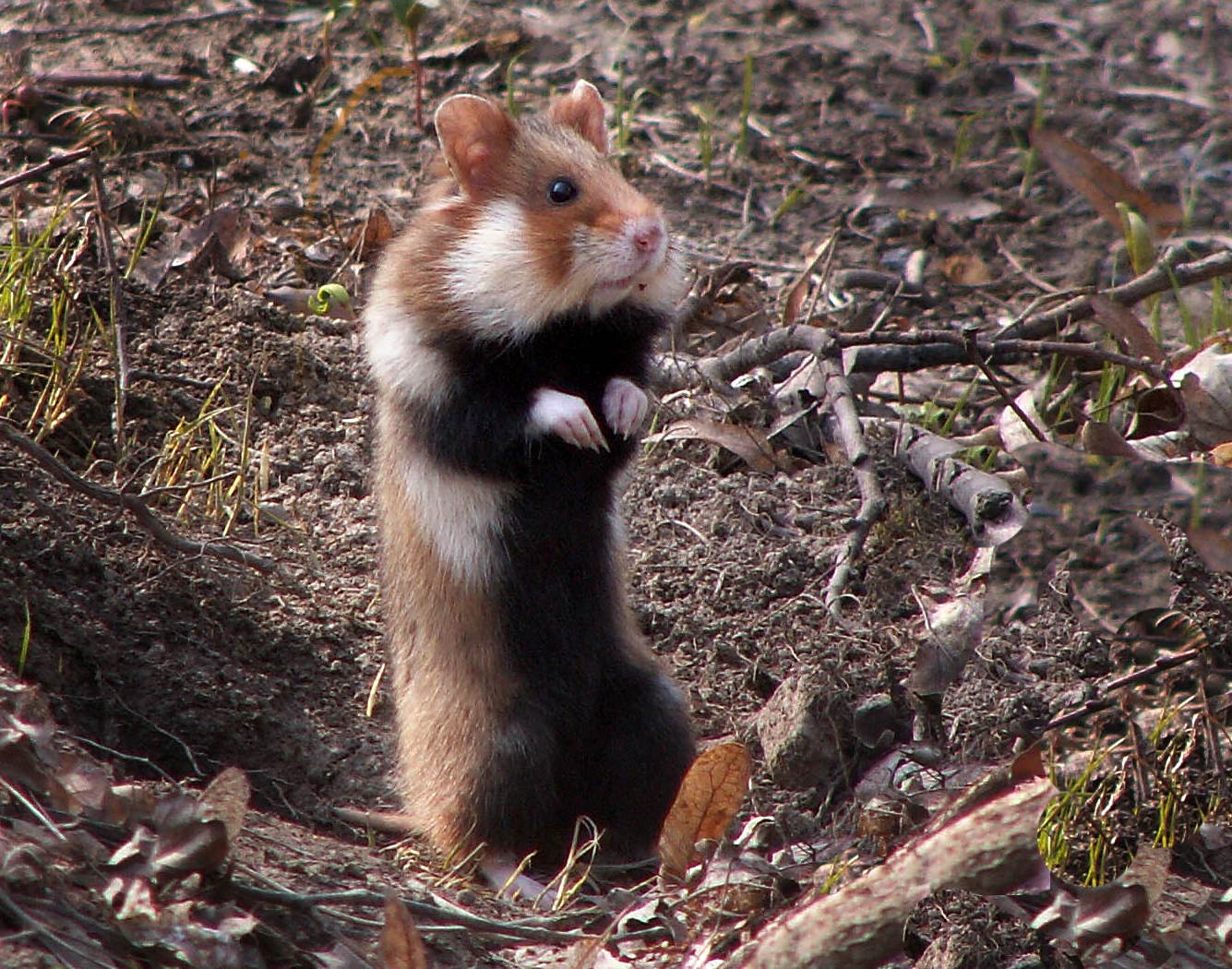
Hamster d'Europe en position d'observation.

Ce hamster est un animal majoritairement nocturne et solitaire qui hiberne d'octobre-novembre à mars-avril. Il se réveille régulièrement pour consommer ses provisions. Son alimentation est composée de graines, racines, fruits, insectes, mollusques, grenouilles et campagnols.

## Répartition

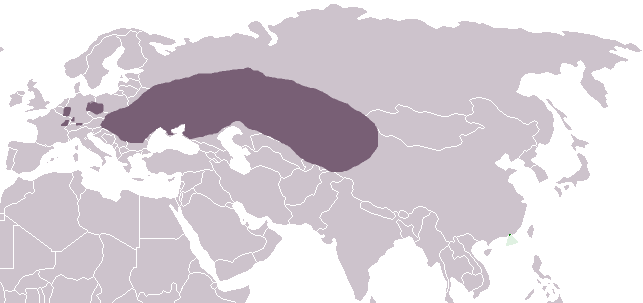
Carte de répartition du Hamster d'Europe.

Son aire de répartition principale est liée à la steppe eurasiatique et aux steppes boisées d'Europe de l'Est, depuis la plaine de Pannonie jusqu'au nord de l'Asie centrale et le sud de la Sibérie. Mais à la faveur des déboisements et de l'extension des terres cultivées par l'homme à partir du Néolithique, il a pu s'étendre vers l'ouest de l'Europe en trouvant de nouveaux milieux créés par l'homme qui lui sont favorables.
On rencontre cette espèce en Europe ainsi qu'en Asie jusqu'à l'Iénisséi supérieur et l'Altaï : Belgique, France, Pays-Bas, Luxembourg, Allemagne, Autriche, République tchèque, Hongrie, Slovaquie, Pologne, Slovénie, ex-Yougoslavie, Bulgarie, Croatie, Moldavie, Roumanie, Ukraine, Biélorussie, Russie, Kazakhstan,.
En France il ne se rencontre que dans la plaine d'Alsace.
En Belgique, il se retrouve essentiellement en Hesbaye et au pays de Herve occidental.
Si le hamster d'Europe est encore répandu et susceptible de pulluler en Europe de l'Est, à l'heure actuelle en Europe centrale et occidentale les pratiques agricoles ont changé et ne lui sont souvent plus guère favorables, les populations subsistantes sont toutes au seuil de l'extinction.

## Habitat, écologie

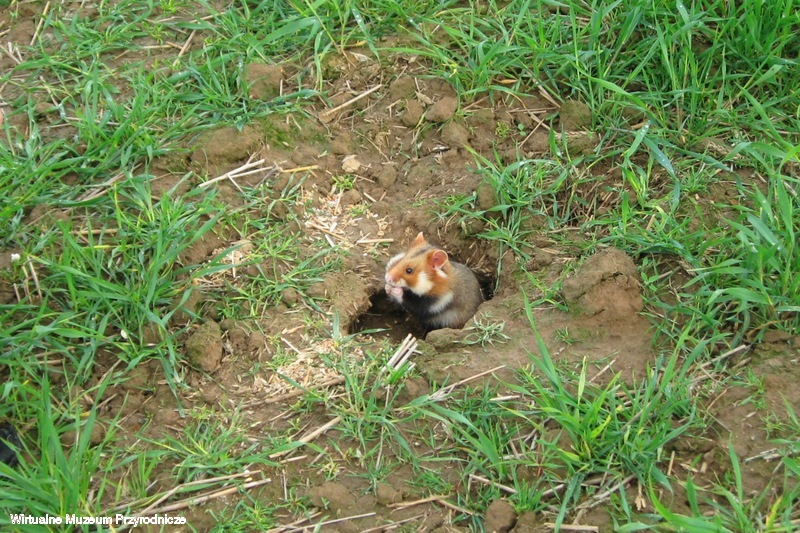
Hamster d'Europe à l'entrée de son terrier.

À l'origine il peuplait surtout les prairies steppiques naturelles en Europe orientale, mais il s'est très bien adapté aux milieux anthropisés: les champs cultivés et les jachères. En Europe de l'Ouest il vit de nos jours essentiellement dans les champs de céréales, de légumineuses (trèfle, luzerne…) et de betteraves. Il peuple les régions dont l'altitude est inférieure à 650 m. Il évite les milieux humides et les prairies intensivement pâturées,. Les champs de maïs quant à eux ne lui conviennent pas.
Il creuse un terrier jusqu'à 2 mètres de profondeur. Il est particulièrement lié aux conditions pédologiques. Il a besoin de sols meubles et assez drainants, tout en conservant assez d'humidité et pouvant porter de riches cultures. Les sols lœssiques sont donc recherchés en priorité en Europe de l'Ouest, ainsi que les tchernozioms en Europe de l'Est.
Dans certains pays de l'Europe de l'Est la population peut aller jusqu'à plusieurs centaines d'individus par hectare. Les densités de populations sont difficiles à estimer car très fluctuantes durant l'année, et surtout selon les années, en fonction des conditions climatiques, du milieu, des cycles démographiques naturels, de la gestion du milieu par l'homme.

## Histoire, pression et menaces sur les populations et statut de conservation
Le hamster d'Europe a été surabondant à certaines époques, en Russie on en capturait 16 millions en 1953 et 12 millions entre 1952 et 1956 en ex-RDA pour leur fourrure.
En Europe de l'Ouest cette espèce pullulait encore dans les années 1960 et était un ravageur redouté par les agriculteurs, car il était parfois capable de causer des pertes très importantes dans les cultures. Des campagnes d'éradication ont été lancées. À l'aide de pièges, de produits chimiques ou en les noyant. Ces opérations, avec parfois l'octroi de primes, ont été si efficaces que ce hamster a pratiquement disparu de ces pays. Les pouvoirs publics essaient au contraire maintenant de préserver les rares populations restantes.
En France, il semble que les principales causes de régression de l'espèce soient l'artificialisation, la dégradation et la fragmentation écologique des paysages par les routes, couplée à l'augmentation excessive de la taille des parcelles (le hamster ne peut plus migrer facilement d'une parcelle à une autre quand le type de culture change d'une année sur l'autre), les changements dans les méthodes agricoles et la disparition des rotations avec périodes de jachères. La culture intensive du maïs qui a envahi près de 80 % de la plaine d'Alsace en quelques décennies semble être la principale cause dans cette région, car les champs de maïs ne sont pas favorables à l'espèce contrairement aux champs de céréales à paille, de légumineuses et les jachères. La périurbanisation est un autre facteur plus localisé, et peut-être éventuellement les pesticides, la dégradation croissante de l'environnement nocturne par la pollution lumineuse, certains microbes ou parasites véhiculés par des populations de tiques, elles-mêmes favorisées par une surabondance de sangliers et chevreuils et certains déséquilibres écopaysagers.
Après avoir été considéré comme « nuisible » et à éliminer par de nombreux agriculteurs alsaciens, le Hamster d'Europe est protégé depuis 1993, mais il compte en 2009 parmi des « mammifères les plus menacés d'Europe » selon la Commission européenne ; en effet le nombre de terriers a encore chuté (de 1 167 en 2001 à 161 en 2007 et cette tendance s'est poursuivie jusqu'en 2009. À ce jour, le nombre d'individus semble légèrement augmenter avec une population estimée passée de moins de 200 individus en 2007 à 800 individus en 2011. Une nette baisse du nombre de terriers a été relevée en 2012, la situation reste extrêmement critique.

### Statut de protection en Europe
Sur le plan juridique, le hamster commun Cricetus cricetus est :
- inscrit à l’annexe IV de la directive de l'Union européenne 92/43/CEE du conseil du 21 mai 1992 concernant la conservation des habitats naturels ainsi que de la faune et de la flore sauvages[18],[19]
- inscrit à l'Annexe II (révision 2002) de la Convention relative à la conservation de la vie sauvage et du milieu naturel de l'Europe du 19 septembre 1979, dite convention de Berne[20],[19].
- Aux Pays-Bas : un plan de restauration s'appuie sur un programme de réintroduction, lancé début mai 2002[10].
- En Belgique : La Région flamande a entrepris en 1998 le financement de la cartographie précise des populations de hamsters et la Région wallonne envisage aussi un recensement[10].
- En France, il est inscrit sur la liste rouge de la faune menacée en France dans la catégorie « rare » [19], il est théoriquement protégé au titre des articles L411-1 et L411-2 du code de l'environnement[21],[22].

#### Plan de conservation en France
| Commune                 | 2010 | 2011 | 2012 | 2013 | 2014 |
| ----------------------- | ---- | ---- | ---- | ---- | ---- |
| Altorf                  | 17   | 15   | 7    | 3    | 37   |
| Bischoffsheim           | 19   | 25   | 27   | 3    | 3    |
| Blaesheim               | 11   | 10   | 12   | 41   | 34   |
| Breuschwickersheim      | 1    | 7    | 0    | 0    | 0    |
| Brumath                 |      |      |      | 0    | 0    |
| Dorlisheim              | 15   | 21   | 0    | 0    | 0    |
| Duppigheim              | 41   | 10   | 3    | 6    | 28   |
| Duttlenheim             | 19   | 3    | 9    | 7    | 14   |
| Elsenheim               | 45   | 69   | 58   | 55   | 68   |
| Entzheim                | 2    | 4    | 1    | 0    | 1    |
| Ernolsheim-Bruche       | 5    | 1    | 1    | 0    | 52   |
| Geispolsheim            | 119  | 120  | 54   | 38   | 49   |
| Geudertheim             | 1    | 2    | 0    | 0    | 0    |
| Griesheim-près-Molsheim | 5    | 0    | 0    | 0    | 1    |
| Grussenheim             | 5    | 8    | 6    | 18   | 6    |
| Hurtigheim              | 1    | 1    | 0    | 0    | 0    |
| Innenheim               | 7    | 6    | 3    | 2    | 12   |
| Ittenheim               | 1    | 0    | 4    | 0    | 0    |
| Jebsheim                | 0    | 0    | 8    | 39   | 16   |
| Kolbsheim               | 2    | 2    | 3    | 0    | 0    |
| Krautergersheim         | 2    | 8    | 1    | 6    | 7    |
| Niedernai               | 6    | 22   | 3    | 14   | 26   |
| Obernai                 | 148  | 116  | 105  | 87   | 74   |
| Oberschaeffolsheim      | 0    | 2    | 4    | 0    | 0    |
| Pfettisheim             | 2    | 0    | 0    | 0    | 0    |
| Rosheim                 | 1    | 7    | 0    | 0    | 0    |
| Stutzheim-Offenheim     | 4    | 1    | 0    | 0    | 8    |
| Wahlenheim              | 1    | 0    | 0    | 0    | 0    |
| Total                   | 480  | 460  | 309  | 319  | 436  |

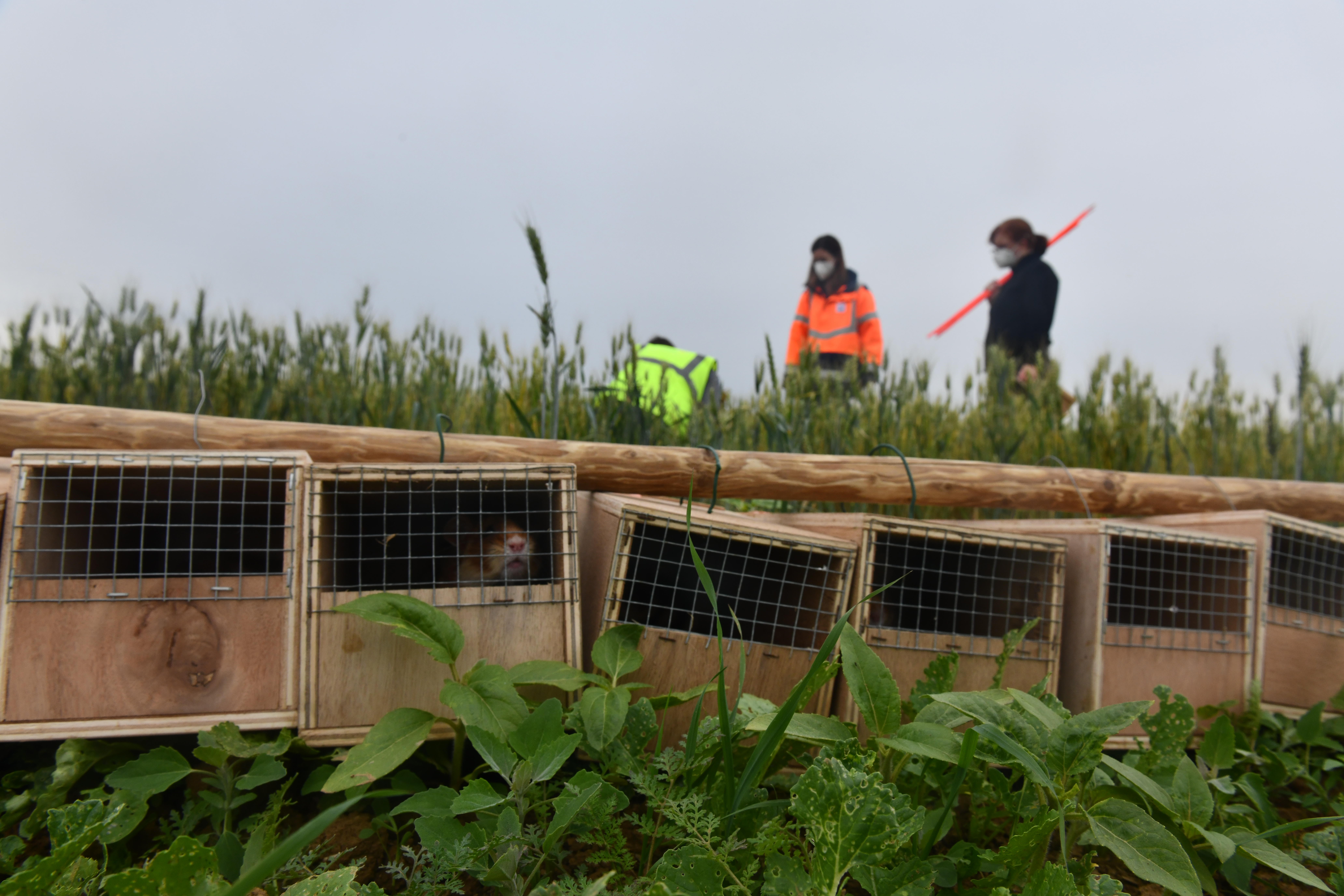
Réintroduction de hamsters à Altorf par Vinci dans le cadre des mesures compensatoires du Contournement Ouest de Strasbourg.

La première illustration naturaliste est une gravure sur bois datée de 1546, due au médecin strasbourgeois Herr et le grand naturaliste Conrad Gessner signale à cette époque le rongeur dans la région de Strasbourg.
Encore très abondant en Alsace dans les années 1960, parfois appelé grand hamster d'Alsace ou marmotte de Strasbourg, le hamster d'Europe a été pourchassé et piégé avec tant d'efficacité qu'il a disparu de 90 % de son aire de répartition au XXe siècle.
En 2021, on attestait sa présence plus que dans une vingtaine de communes proches de Strasbourg, avec une population en baisse et une réduction constante de son aire de répartition depuis des années, et ce malgré les efforts de réintroduction et le plan national d’action en faveur du grand hamster. Le défi est donc maintenant de reconstituer son habitat menacé par des cultures industrielles ou inappropriées (maïsiculture en particulier), l'urbanisation et la périurbanisation galopante et le développement routier qui détruisent et morcellent son territoire.
Depuis 1998 de nombreuses actions coordonnées entre la région et les associations de protection de la nature ont été engagées en Alsace pour sa sauvegarde et celle des cultures où il niche (jachères en particulier  ).
Un plan de conservation a été élaboré sous l'égide du ministère français de l'Écologie. Il planifie les actions à mener pour la période 2007-2011. Il s'agit par exemple d'encourager les agriculteurs à cultiver la luzerne dont le hamster se nourrit. Un arrêté du 6 août 2012 a étendu les zones de protection à toutes les surfaces situées dans un rayon de 600 m autour d'un terrier connu, concernant au total plus de 9 000 ha.
La Commission européenne a attaqué la France devant la Cour européenne de justice pour son manque d'action en faveur du Grand Hamster,. La France, en dépit des injonctions de la Commission, n'a pas su ou voulu protéger les 240 000 hectares nécessaires à la survie de la population relictuelle alsacienne de Grand Hamster, mais seulement 3 490 hectares, pendant qu'ailleurs les habitats ruraux continuaient à se dégrader sous la pression d'une agriculture de plus en plus intensive.
En 1972, le Grand Hamster était encore observé dans 329 communes alsaciennes, mais en 2011, bien que reconnu comme espèce-parapluie et patrimoniale, on ne le retrouvait plus que dans 22 communes d'Alsace, celles de Geispolsheim, Obernai et Elsenheim abritant les deux tiers des terriers. Voir le tableau ci-contre. En 2014, seules 14 communes en abritaient encore, presque toutes situées au Sud-Ouest de Strasbourg.
En 2013, en complément du plan national d’actions (PNA) qui vise une consolidation à court terme des populations sauvages, un programme européen Life + apporte son aide au projet « LIFE ALISTER » porté par la région Alsace visant à vérifier la pertinence, l’efficacité et les conditions préalables des mesures visant à améliorer la viabilité des populations de hamster en Alsace. Le programme Alister bénéficie de 3,1 M€ (pour moitié financé par l'Europe) pour financer durant 5 ans (jusqu'en 2018) 32 actions prévues. Il a été lancé en mai 2014 par Philippe Richert, président du conseil régional d’Alsace en partenariat avec la chambre régionale d'agriculture,. pour éviter les effets de dérive génétique et limiter les effets de goulot d'étranglement génétique, le projet vise à faire passer la population du hamster à une population jugée viable de 1 500 rongeurs (il n'en resterait que 500 à 1 000 début 2014). Dans le même temps (en novembre 2013) un projet de rocade autoroutière de contournement de Strasbourg, le « grand contournement ouest » (GCO) a été relancé ; « très critiqué par les opposants et les écologistes, qui dénoncent la mise en danger du hamster ».
La fragmentation écopaysagère étant l'une des causes de leur régression/disparition, des expérimentations de corridors biologiques et d'écoducs dédiés (dits « hamsteroducs ») sont en cours. Une autre cause de baisse des effectifs serait la carence en vitamine B3 (Pellagre), liée à l'alimentation des hamsters dans les régions de monoculture .

### Taxinomie de l'espèceCricetus cricetus
- (fr) INPN : Cricetus cricetus (Linnaeus, 1758) (TAXREF)
- (en) Mammal Species of the World (3e  éd., 2005) :  Cricetus cricetus
- (en) Catalogue of Life : Cricetus cricetus (Linnaeus, 1758) (consulté le 15 décembre 2020)
- (en) Fauna Europaea : Cricetus cricetus (Linnaeus, 1758) (consulté le 21 mars 2023)
- (fr + en) ITIS : Cricetus cricetus  (Linnaeus, 1758)
- (en) Animal Diversity Web : Cricetus cricetus

### Autres sites
- Sauvegarde en Alsace : 
  - Le projet Life Alister
  - Protection du Grand Hamster d’Alsace, association Sauvegarde Faune Sauvage
  - Compte-rendu par la SFEPM des 12èmes journées du groupe de travail international sur le Grand Hamster. Strasbourg, 16 au 18 octobre 2004.
  - Grand hamster (Cricetus cricetus) sur le site La biodiversité en Wallonie.